# Ian
Ian (1935-2014) fue un humorista gráfico polaco, que desarrolló su trabajo en la Argentina.

## Biografía
Ian llegó a la Argentina con apenas años. En 1965 dibujaba para La Voz del Interior y publicó en Los Andes, de Mendoza, desde 1972. No obstante, la masividad llegaría de la mano de sus trabajos en la revista Hortensia -donde estuvo desde el primer número y creó su personaje Doña María- y en el Diario Clarín, donde desde 1971 publicó Chsipazos y desde 1973, integraría la mítica contratapa del Diario Clarín, alternando tira diaria con Aldo Rivero. Allí, compartiría desde entonces cartel con figuras de la talla de Caloi, Roberto Fontanarrosa, Horacio Altuna, Carlos Trillo, Crist, Felipe Miguel Ángel Dobal, Tabaré, Jorge Guinzburg, Carlos Abrevaya, Alberto Contreras, Viuti, Fernando Sendra y Alberto Bróccoli, entre otros.
También realizó trabajos para Gaceta de La Plata, el suplemento 'La Yapa’ de Los Principios de Córdoba, y la sección semanal humorística de Época, de Corrientes. Así como también para Alter alter de Milán, Italia. Falleció el 27 de mayo de 2014 a los 79 años.

### Artista plástico
Ian también se desarrolló en otros ámbitos del arte, como el arte abstracto, con el seudónimo COMTE y como retratista con el seudónimo H o con su apellido HARCZYK. Con estas obras se presentó tanto en Museos de la Provincia de Córdoba así como en el Cabildo.